# My Buddy (пісня G-Unit)
«My Buddy» — третій трек з дебютного студійного альбому Beg for Mercy американського реп-гурту G-Unit. У пісні кожен розповідає про свою вогнепальну зброю, як вона допомогла їм у вирішенні проблем. 50 Cent, Ллойд Бенкс і Young Buck мають по одному куплету, приспів виконує 50 Cent.
Зведення: Eminem, Майк Стрендж. Звукорежисери:Ша Мані XL, Майк Стрендж. Як семпли використано «Agony or Ecstacy» Енніо Морріконе й аудіофраґменти з фільму «Обличчя зі шрамом».

## Відеокліп
«My Buddy» — перше відео в історії гурту, зрежисоване Крісом «Broadway» Ромеро, який у майбутньому створив безліч кліпів 50 Cent для спеціального видання The Massacre (серед них «Piggy Bank»), колективу. Кліп є анімованим. Як і у відео «Poppin' Them Thangs» показано логотип вигаданої компанії з вантажоперевезень Yayo's Trucking Co. Це є посиланням на учасника гурту, Тоні Єйо, котрий на той час сидів за ґратами.